# Stormhoed

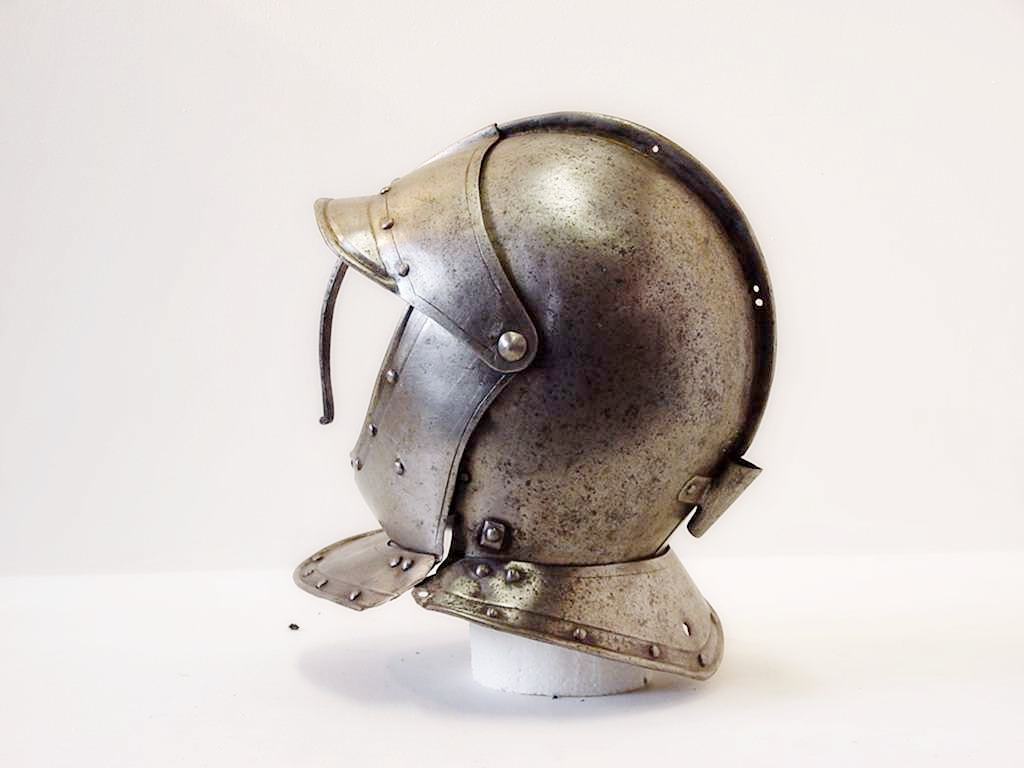
Stormhoed, behorende tot de uitrusting van Don Pedro Pachieco

Een stormhoed is een 16de- en 17de-eeuwse helm zonder vizier, kin- of nekstuk die al snel populair werd in Europa ten gevolge van zijn lage kostprijs. Hij bood het voetvolk een goede bescherming tegen zwaardhouwen van ridders en andere ruiters. In vorm is de helm verwant aan de oudere ketelhoed.
Een Bourgondische stormhoed heet burgonet, een Spaanse morion.